# Rete stradale in Kazakistan
La rete stradale in Kazakistan comprende 247 347 km di strade asfaltate e 10 682 km di strade non asfaltate.
Le condizioni delle strade variano a seconda della regione. Al contrario, le principali arterie nazionali, indicate con il seganle stradale con sfondo verde, sono in ottime condizioni e vengono spesso ricostruite.
L'età minima di guida è 18 anni, mentre la maggior parte delle agenzie noleggia un'auto da 23 anni.

## Sistema stradale
- A = Strade nazionali: in genere sono ben asfaltate.
- M = Strade internazionali: sono le strade più importanti, essendo state costruite nel periodo dell'Unione Sovietica. Certi tratti sono ancora non asfaltati.[4]
- P = Strade regionali: sono strade di collegamento importanti tra piccole cittadine o paeselli. Sono spesso asfaltate e sono mediamente trafficate, ma le meno recenti sono in terra battuta, sterrate e addirittura con guadi.
- K = Strade provinciali: sono delle strade meno importanti ma comunque di rilevanza nell'oblys o nelle audan.

Nel 2011 venne attuata la riforma della numerazione stradale. Prima di quell'anno la numerazione era quella sovietica.

## Strade nazionali
Le Strade nazionali sono 36, e quelle a carattere autostradale hanno il limite a 140 km/h.
| Simbolo | Strada | Percorso/Città Servite                                             | Lunghezza | Immagine/Mappa |
| ------- | ------ | ------------------------------------------------------------------ | --------- | -------------- |
|         | A1     | Astana - Petropavl                                                 | 456 km    |                |
|         | A2     | Uzbekistan - Şımkent - Almaty - Cina                               | 1.197 km  |                |
|         | A3     | Almaty - Óskemen                                                   | 1.212 km  |                |
|         | A4     | Almaty - Uzynagash - Kirghizistan                                  | 132 km    |                |
|         | A5     | Aksay - Cina                                                       | 160 km    |                |
|         | A6     | Kokpek - Kirghizistan                                              | 115 km    |                |
|         | A7     | Usharal - Dostyk                                                   | 184 km    |                |
|         | A8     | Tasesken - Cina                                                    | 187 km    |                |
|         | A9     | Óskemen - Ridder - Russia                                          | 167 km    |                |
|         | A10    | Óskemen - Shemonaikha - Russia                                     | 120 km    |                |
|         | A11    | Semej - Rubtsovsk                                                  | 111 km    |                |
|         | A12    | Petropavl - Russia                                                 | 63 km     |                |
|         | A13    | Kókshetaý - Kishkenekol - Russia                                   | 278 km    |                |
|         | A14    | Taraz - Kirghizistan                                               | 14 km     |                |
|         | A15    | Zhybek Zholy - Zhetìsaj - Uzbekistan                               | 150 km    |                |
|         | A16    | Jezkazgan - Petropavl                                              | 940 km    |                |
|         | A17    | Qyzylorda - Pavlodar - Uspenka                                     | 1.509 km  |                |
|         | A18    | Pavlodar - Russia                                                  | 122 km    |                |
|         | A19    | Terenkol - Russia                                                  | 108 km    |                |
|         | A20    | Temirtau – Ayagoz – Tarbaghatai – M38                              | 921 km    |                |
|         | A21    | Mamlyutka - Qostanay                                               | 398 km    |                |
|         | A22    | Karabutak - Komsomol'skoe (KZ) - Denisovka - Rudny (KZ) - Kostanay | 551 km    |                |
|         | A23    | Denisovka - Muktikol                                               | 142 km    |                |
|         | A24    | Aqtöbe - Martok (KZ) - Russia                                      | 105 km    |                |
|         | A25    | Aqtöbe - Alimbet - Russia                                          | 127 km    |                |
|         | A26    | Kandyagash - Embi - Shalkar - Yrgyz                                | 401 km    |                |
|         | A27    | Aqtöbe - Kandyagash - Atyrau - Russia                              | 871 km    |                |
|         | A28    | Oral - Atyrau                                                      | 487 km    |                |
|         | A29    | Oral - Taskala - Russia                                            | 100 km    |                |
|         | A30    | Podsepnoye - Fyodorovka - Russia                                   | 144 km    |                |
|         | A31    | Chapaev - Kaztal - Zhanybek                                        | 218 km    |                |
|         | A32    | Oral - Russia                                                      | 28 km     |                |
|         | A33    | Dossor - Aktau                                                     | 798 km    |                |
|         | A34    | Zhetybai - Jañaözen - Turkmenistan                                 | 237 km    |                |
|         | A35    | Aqtöbe - Kuryk                                                     | 59 km     |                |
|         | A36    | Kuryk - Zhetybai                                                   | 64 km     |                |

## Strade internazionali
Le strade internazionali, la cui denominazione è rimasta quella dell'URSS, non hanno caratteristiche autostradali ma sono spesso lunghe e con tratti molto prolungati senza uscite, servizi, benzina, e servizi telefonici. Spesso sono dissestate e hanno brevi tratti in terra battuta o ghiaia. Le strade internazionali sono 4.
| Simbolo | Strada | Percorso                                                                    | Lunghezza | Immagine |
| ------- | ------ | --------------------------------------------------------------------------- | --------- | -------- |
|         | M32    | Russia - Oral - Aqtöbe - Kyzylorda - Symkent Parte della Strada europea E38 | 2059 km   |          |
|         | M36    | Russia (Samara) - Kostanay - Astana (Nur-Sultan) - Karaganda - Almaty       | 2047 km   |          |
|         | M38    | Russia (Omsk) - Pavlodar - Semey - Cina Parte della Strada europea E127     | 1081 km   |          |
|         | M51    | Russia (Čeljabinsk)- Petropavl - Russia (Novosibirsk)                       | 190 km    |          |

## Strade regionali
Le strade regionali sono 66, hanno solitamente un limite di velocita di 60 km/h, per quanto si possa vedere anche 110 km/h. Spesso sono asfaltate ma non è raro trovare pezzi in terra battuta, ghiaia e addirittura guadi, ma ormai vengono pian piano tutti sistemati. Le strade R5 ed R41 sono inesistenti de facto.
| Simbolo | Strada | Percorso                                                                    | Lunghezza |
| ------- | ------ | --------------------------------------------------------------------------- | --------- |
|         | P1     | Beyneu - Akzhigit - Confine con l'Uzbekistan                                | 84 km     |
|         | P2     | Astana - Riserva Naturale di Korgalzhyn                                     | 161 km    |
|         | P3     | Astana - Kievka - Temirtau                                                  | 250 km    |
|         | P4     | Astana - Ereymetau - Shiderty                                               | 243 km    |
|         | P6     | Makinsk - Stepnogorsk - Turgay                                              | 235 km    |
|         | P7     | Parco Nazionale di Burabay                                                  | 66 km     |
|         | P8     | Šchuchinsk - Zeredi                                                         | 80 km     |
|         | P9     | Strada del Vyacheslavskoe                                                   | 17 km     |
|         | P10    | Circonvallazione di Astana                                                  | 52.7 km   |
|         | P11    | Kókshetaý - Saumalkol - Ruzaevka                                            | 196 km    |
|         | P12    | Kókshetaý - Zerendi - Atbasar                                               | 184 km    |
|         | P13    | Zhaksy - Esil - Buzuluk                                                     | 82 km     |
|         | P14    | Circonvallazione di Kókshetaý                                               | 18 km     |
|         | P15    | Kegen - Narynkol                                                            | 89 km     |
|         | P16    | - Zhalanash - Saty - Parco nazionale dei laghi Kälsai                       | 89 km     |
|         | P17    | Almaty - Talgar - Yevgenyevka                                               | 71 km     |
|         | P18    | Kapchagay - Kurty                                                           | 67 km     |
|         | P19    | Bayserka - Chalaevo - Mezhdurechenskoe                                      | 52 km     |
|         | P20    | Saryozek - Koktal                                                           | 192 km    |
|         | P21    | Trans-Ili Alatau                                                            | 15 km     |
|         | P22    | Almaty - Alma-Arasan                                                        | 45 km     |
|         | P23    | Semey - Kaynar                                                              | 276 km    |
|         | P24    | Óskemen - Semey                                                             | 195 km    |
|         | P25    | Óskemen - Zyryanovsk - Ulken-Naryn - Katonkaragay - Rakhmanovskie Klyuchi   | 446 km    |
|         | P26    | - Kalzhyr - Terekty                                                         | 126 km    |
|         | P27    | Kalkaman - Baynaul - Umutker - Botakara                                     | 324 km    |
|         | P28    | Saumalkol - Madeniet - Memoriale di Karasai e Agyntaya Batyr                | 24 km     |
|         | P29    | Merki - Shu - Khantau -                                                     | 273 km    |
|         | P30    | Shu - Kaynar                                                                | 56 km     |
|         | P31    | Kentau - Turkistan - Arystan Bab - Tortkoly                                 | 145 km    |
|         | P32    | Tangenziale del Turkistan                                                   | 13 km     |
|         | P33    | Qyzylorda - Zhalagash - Rakhmanovskie Klyuchi                               | 91 km     |
|         | P34    | Togusken - Zhayrem - Karazhal - Atasu                                       | 144 km    |
|         | P35    | Akchatau - Agadyr - Otrau -                                                 | 195 km    |
|         | P36    | Kostanay - Auliekol - Surgan                                                | 257 km    |
|         | P37    | Botakara - Aktau - Temirtau (Circonvallazione di Karaganda)                 | 53 km     |
|         | P38    | Tangenziale sud di Qostanay                                                 | 6 km      |
|         | P39    | Tangenziale ovest di Qostanay                                               | 21 km     |
|         | P40    | Circonvallazione di Atyrau                                                  | 45 km     |
|         | P42    | Kabanbay Batyr - Memoriale di Kabanbay                                      | 4 km      |
|         | P43    | Tangenziale ovest di Rudny                                                  | 6.9 km    |
|         | P44    | Kaztal - Zhanybek - Border of Russia                                        | 162 km    |
|         | P45    | Leninskoye - Aksi - Koktobe - Kurchatov                                     | 227 km    |
|         | P46    | A1 - Shchuchinsk-Borovoe                                                    | 8.9 km    |
|         | P47    | Korday - Karasu - Kirghizistan                                              | 17 km     |
|         | P48    | Almaty - Alatau                                                             | 9.9 km    |
|         | P49    | Tangenziale di Petropavl                                                    | 30 km     |
|         | P50    | Tangenziale Nord di Aqtöbe                                                  | 39 km     |
|         | P51    | Önege - Bisen - Saykyn                                                      | 103 km    |
|         | P52    | Novyy Koluton - Akkol - Sazdı Bulaq - Stepnogorsk                           | 222 km    |
|         | P53    | Diramazione A2 - Turar Ryskulov                                             | 31 km     |
|         | P54    | M36 - Karaganda                                                             | 16 km     |
|         | P55    | P4 - Ereymentau                                                             | 36 km     |
|         | P56    | P-51 - Khan Orda                                                            | 21 km     |
|         | P57    | Peterfeld - A16                                                             | 30.5 km   |
|         | P58    | Bulayevo - Vozvyshenka - Molodogvardeyskoye - Kirovo - Kiyaly - Roshchinsky | 228.4 km  |
|         | P59    | Roshchinsky - Korneyevka - Voloshinka                                       | 86.9 km   |
|         | P60    | Voloshinka - Sergeyevka - Timiryazevo                                       | 119.4 km  |
|         | P61    | Timiryazevo - Sarykol                                                       | 31.6 km   |
|         | P62    | A1 - Aeroporto di Petropavl                                                 | 5 km      |
|         | P63    | Denisovka - Tavrichen - Arshaly - Komarovka                                 | 96 km     |
|         | P64    | Zhetikara - Chaykovsky                                                      | 27 km     |
|         | P65    | M36 - Marinkova                                                             | 9 km      |
|         | P66    | Karasu (P-47) - Masanchi - Sortobe                                          | 45 km     |

## Strade provinciali
Le strade provinciali sono strade minori e gestite dalle oblys. Ad ogni oblys corrisponde un codice, utilizzato nelle numerazioni stradali.
- Oblys di Abaj e Oblys del Kazakistan dell'Est - KF[6]
- Oblys di Aqmola - KC[7]
- Oblys di Aqtöbe - KD[8]
- Oblys di Almaty e Oblys di Zhetisu - KB[9]
- Oblys di Atyrau - KE[10]
- Oblys di Zhambyl - KH[11]
- Oblys di Karaganda e Oblys di Ulytau - KM[12]
- Oblys di Qostanay - KP[13]
- Oblys di Qyzylorda - KN[14]
- Oblys di Manghystau - KR[15]
- Oblys del Kazakistan del Nord - KT[16]
- Oblys di Pavlodar - KS[17]
- Oblys di Turkistan (o Oblys del Kazakistan del Sud) - KX[18]
- Oblys del Kazakistan dell'Ovest - KL[19]